# 在世界與世界的正中央
《在世界與世界的正中央》是Lump of Sugar在2014年1月31日發售的戀愛冒險類型成人遊戲，2022年2月11日發售中文版。

## 系統
《在世界與世界的中心》是成人戀愛冒險遊戲。玩家在玩《在世界與世界的中心》時主要是觀看和聆聽故事情節的發展，不過在部分的預設段落中玩家須藉由點擊的方式選擇行為選項，而這些選擇將會影響之後的人物的行動或者是反應。遊戲藉由這些相互連接的劇情分歧點而組織成多條故事路線，而遊戲的選項便會影響玩家所挑選的故事劇情內容，包含玩家操控的角色和遊戲人物之間的色情場景，並且進入不同的結局。

## 故事簡介
近江連理是鍵之森學舍的學生並住在宿舍「埃爾德什寮」。新學期開始前，埃爾德什寮為了迎接連理長期住院的妹妹近江小小路入住，因此開始大掃除。在打掃的過程中，連理在宿舍的閣樓發現了一本手記，而根據手記的記載，連理的日常生活將會有重大改變。

## 登場角色

### 主要角色
近江連理
作品男主角。就讀鍵之森學舍二年級，目前住在學生宿舍「埃爾德什寮」。個性認真、擅長照顧人且家事萬能，並負責打理宿舍學生的三餐，因此有「埃爾德什寮的母親」之稱。
近江小小路
鍵之森學舍一年級女學生，連理的妹妹，埃爾德什寮住宿生。因為身體不好而長期住院，在新學期開始前搬入埃爾德什寮。
月館美紀
鍵之森學舍二年級女學生，埃爾德什寮住宿生，連理的同班同學。平時個性自由奔放，但在學校時會展現優等生的一面。
白取愛良（聲：愛風春榴）
鍵之森學舍二年級女學生，埃爾德什寮住宿生，連理的同班同學。性格冷淡且少有表情變化，不擅長與人交談，在學校除了埃爾德什寮的同伴外很少跟人講話。
朱音遙（聲：卯衣）
鍵之森學舍三年級女學生，埃爾德什寮住宿生，連理的學姐。數學天才，在學校有自己的研究室，是只要熱衷於某件事便會專心投入的類型。晚上會在宿舍的閣樓觀星。有著獸耳與尾巴。
美都場奈緒（聲：SAKURA）
鍵之森學舍二年級女學生，連理的同班同學。跟連理在一年級時便認識。

## 主題曲
片頭曲「好想和星辰一樣」（星のようになりたい）
作詞：中山♥麻美、作曲、編曲：椎名俊介，主唱：Kicco
片尾曲「Recollections」
作詞、作曲：kala、編曲：井之原智，主唱：Kicco
插入曲「sing a song」
作詞：中山♥麻美、作曲、編曲：伊福部武史，主唱：白取愛良（愛風春榴）

## 評價
《在世界與世界的中心》在Getchu.com的2014年1月銷量榜上排名第1名、全年排名第18名。於「萌系遊戲大賞」2014年1月的月間賞獲得第3名，並於年間排名獲得第46名。

## 外部連結
- 在世界與世界的中心遊戲官網（页面存档备份，存于）（日語）
- 中文版官網（页面存档备份，存于）（简体中文）
- 《在世界與世界的正中央》在視覺小說數據庫的頁面 （英文）